# غرب إنديا كواي (محطة مترو أنفاق لندن)
غرب إنديا كواي (بالإنجليزية: West India Quay)‏ هي إحدى محطات مترو أنفاق لندن. تقع على خط قطار دوكلاندز الخفيف (فرع لويشام) أفتتحت في المنطقة (Zone) رقم 2 أفتتحت في 31 أغسطس 1987.